# ФК «Чорноморець» (Одеса) у єврокубкових турнірах
Нижче наведено список усіх матчів футбольного клубу «Чорноморець» (Одеса) у турнірах під егідою УЄФА, місця проведення цих матчів, а також автори забитих м'ячів у складі моряків.
Одеський Чорноморець бере участь у Єврокубках з 1975 року, він не одноразово брав участь в Кубку Кубків, Кубку Інтертото, Кубку УЄФА (Лізі Європи). Загалом за свою історію клуб провів 50 матчів на європейській арені та здобув 19 перемог, 12 ігор звів у нічию та 19 разів програв з загальною різницею м'ячів 58—54.

## Матчі
| #                          | Дата       | Турнір                   | Місце          | Стадіон                                  | Суперник                | Рахунок | Інформація        | Гол                                                                                               |
| -------------------------- | ---------- | ------------------------ | -------------- | ---------------------------------------- | ----------------------- | ------- | ----------------- | ------------------------------------------------------------------------------------------------- |
| Тренер — Ахмед Алескеров   |            |                          |                |                                          |                         |         |                   |                                                                                                   |
| 01                         | 07-09-1975 | Кубок УЄФА, 1/32         | Українська РСР | Центральний стадіон ЧМП, Одеса           | «Лаціо»                 | 1:0     | звіт(італ.)(рос.) | Анатолій Дорошенко                                                                                |
| 02                         | 01-10-1975 | Кубок УЄФА, 1/32         | Італія         | «Олімпіко», Рим                          | «Лаціо»                 | 0:3     | звіт(італ.)       |                                                                                                   |
| Тренер — Віктор Прокопенко |            |                          |                |                                          |                         |         |                   |                                                                                                   |
| 03                         | 18-09-1985 | Кубок УЄФА, 1/32         | Українська РСР | Центральний стадіон ЧМП, Одеса           | «Вердер»                | 2:1     | звіт(рос.) відео  | Ігор Юрченко, Олександр Щербаков                                                                  |
| 04                         | 02-10-1985 | Кубок УЄФА, 1/32         | ФРН            | «Везерштадіон», Бремен                   | «Вердер»                | 2:3     | звіт(рос.) відео  | Віктор Пасулько, Олег Морозов                                                                     |
| 05                         | 23-10-1985 | Кубок УЄФА, 1/16         | Іспанія        | «Сантьяго Бернабеу», Мадрид              | «Реал»                  | 1:2     | звіт(рос.) відео  | Олександр Багапов                                                                                 |
| 06                         | 06-11-1985 | Кубок УЄФА, 1/16         | Українська РСР | Центральний стадіон ЧМП, Одеса           | «Реал»                  | 0:0     | звіт(рос.) відео  |                                                                                                   |
| 07                         | 19-09-1990 | Кубок УЄФА, 1/32         | Українська РСР | Центральний стадіон ЧМП, Одеса           | «Русенборг»             | 3:1     | звіт(рос.) відео  | Ілля Цимбалар, Іван Гецко, Георгій Кондратьєв                                                     |
| 08                         | 03-10-1990 | Кубок УЄФА, 1/32         | Норвегія       | «Леркендал», Тронгейм                    | «Русенборг»             | 1:2     | звіт(рос.) відео  | Юрій Шелепницький                                                                                 |
| 09                         | 24-10-1990 | Кубок УЄФА, 1/16         | Українська РСР | Центральний стадіон ЧМП, Одеса           | «Монако»                | 0:0     | звіт(рос.) відео  |                                                                                                   |
| 10                         | 07-11-1990 | Кубок УЄФА, 1/16         | Монако         | Стадіон Луї II, Фонтвілль                | «Монако»                | 0:1     | звіт(рос.) відео  |                                                                                                   |
| 11                         | 19-08-1992 | Кубок Кубків, КР         | Ліхтенштейн    | Гемайндешпортплац, Вадуц                 | «Вадуц»                 | 5:0     | звіт              | Ілля Цимбалар, Володимир Лебідь, Юрій Сак, Сергій Гусєв — 2                                       |
| 12                         | 02-09-1992 | Кубок Кубків, КР         | Україна        | Центральний стадіон ЧМП, Одеса           | «Вадуц»                 | 7:1     | звіт(рос.)        | Юрій Никифоров — 4 (1п.), Віктор Яблонський, Ілля Цимбалар, Володимир Лебідь                      |
| 13                         | 17-09-1992 | Кубок Кубків, 1/16       | Греція         | «Георгіос Караїскакіс», Пірей            | «Олімпіакос» Пірей      | 1:0     | відео             | Юрій Сак                                                                                          |
| 14                         | 30-09-1992 | Кубок Кубків, 1/16       | Україна        | Центральний стадіон ЧМП, Одеса           | «Олімпіакос» Пірей      | 0:3     | відео             |                                                                                                   |
| Тренер — Леонід Буряк      |            |                          |                |                                          |                         |         |                   |                                                                                                   |
| 15                         | 15-09-1994 | Кубок Кубків, 1/16       | Швейцарія      | «Гардтурм», Цюрих                        | «Грассгоппер»           | 0:3     | todo              |                                                                                                   |
| 16                         | 29-09-1994 | Кубок Кубків, 1/16       | Україна        | Центральний стадіон ЧМП, Одеса           | «Грассгоппер»           | 1:0     | todo              | Тимерлан Гусейнов                                                                                 |
| 17                         | 08-08-1995 | Кубок УЄФА, 1/64         | Мальта         | Національний стадіон, Та-Калі            | «Хіберніанс»            | 5:2     | todo              | Тимерлан Гусейнов, Андрій Гашкін, Володимир Мусолітін — 2, Василь Кардаш                          |
| 18                         | 22-08-1995 | Кубок УЄФА, 1/64         | Україна        | Центральний стадіон ЧМП, Одеса           | «Хіберніанс»            | 2:0     | todo              | Олександр Козакевич, Володимир Мусолітін                                                          |
| 19                         | 12-09-1995 | Кубок УЄФА, 1/32         | Україна        | Центральний стадіон ЧМП, Одеса           | «Відзев» Лодзь          | 1:0     | відео             | Олександр Козакевич                                                                               |
| 20                         | 26-09-1995 | Кубок УЄФА, 1/32         | Польща         | «Стадіон Відзева», Лодзь                 | «Відзев» Лодзь          | 0:16:5  | відео             | Владислав Тернавський, Олександр Зотов, Василь Кардаш, Олег Суслов, Руслан Васильків, Юрій Букель |
| 21                         | 17-10-1995 | Кубок УЄФА, 1/16         | Україна        | Центральний стадіон ЧМП, Одеса           | «Ланс»                  | 0:0     | відео             |                                                                                                   |
| 22                         | 01-11-1995 | Кубок УЄФА, 1/16         | Франція        | «Стад Фелікс Боллар», Ланс               | «Ланс»                  | 0:4     | відео             |                                                                                                   |
| 23                         | 06-08-1996 | Кубок УЄФА, 1/64         | Фінляндія      | «Теолен Паллокенття», Гельсінкі          | «ГІК»                   | 2:2     | todo              | Сергій Мізін, Володимир Мусолітін                                                                 |
| 24                         | 20-08-1996 | Кубок УЄФА, 1/64         | Україна        | Центральний стадіон ЧМП, Одеса           | «ГІК»                   | 2:0     | todo              | Ігор Чумаченко, Сергій Мізін                                                                      |
| 25                         | 10-09-1996 | Кубок УЄФА, 1/32         | Україна        | Центральний стадіон ЧМП, Одеса           | «Націонал»              | 0:0     | todo              |                                                                                                   |
| 26                         | 24-09-1996 | Кубок УЄФА, 1/32         | Румунія        | «Котрочень», Бухарест                    | «Націонал»              | 0:2     | todo              |                                                                                                   |
| Тренер — Семен Альтман     |            |                          |                |                                          |                         |         |                   |                                                                                                   |
| 27                         | 10-08-2006 | Кубок УЄФА, 2 раунд      | Україна        | Центральний стадіон «Чорноморець», Одеса | «Вісла» Плоцьк          | 0:0     | todo              |                                                                                                   |
| 28                         | 24-08-2006 | Кубок УЄФА, 2 раунд      | Польща         | Стадіон імені Казімежа Гурського, Плоцьк | «Вісла» Плоцьк          | 1:1     | todo              | Сергій Шищенко                                                                                    |
| 29                         | 14-09-2006 | Кубок УЄФА, 1 коло       | Україна        | Центральний стадіон «Чорноморець», Одеса | «Хапоель» Тель-Авів     | 0:1     | todo              |                                                                                                   |
| 30                         | 28-09-2006 | Кубок УЄФА, 1 коло       | Ізраїль        | «Блумфілд», Тель-Авів                    | «Хапоель» Тель-Авів     | 1:3     | todo              | Геннадій Нижегородов                                                                              |
| Тренер — Віталій Шевченко  |            |                          |                |                                          |                         |         |                   |                                                                                                   |
| 31                         | 07-07-2007 | Кубок Інтертото, 2 раунд | Україна        | Центральний стадіон «Чорноморець», Одеса | «Шахтар» Солігорськ     | 4:2     | todo              | Ігор Бугайов — 3, Олег Венглинський                                                               |
| 32                         | 15-07-2007 | Кубок Інтертото, 2 раунд | Білорусь       | «Будівельник», Солігорськ                | «Шахтар» Солігорськ     | 2:0     | todo              | Валентин Полтавець, Дмитро Гришко                                                                 |
| 33                         | 21-07-2007 | Кубок Інтертото, 3 раунд | Україна        | Центральний стадіон «Чорноморець», Одеса | «Ланс»                  | 0:0     | todo              |                                                                                                   |
| 34                         | 28-07-2007 | Кубок Інтертото, 3 раунд | Франція        | «Стад Фелікс Боллар», Ланс               | «Ланс»                  | 1:3     | відео             | Олег Венглинський                                                                                 |
| Тренер — Роман Григорчук   |            |                          |                |                                          |                         |         |                   |                                                                                                   |
| 35                         | 18-07-2013 | Ліга Європи, 2 КР        | Україна        | «Чорноморець», Одеса                     | «Дачія» Кишинів         | 2:0     | відео             | Олексій Гай, Олексій Антонов                                                                      |
| 36                         | 25-07-2013 | Ліга Європи, 2 КР        | Молдова        | «Зімбру», Кишинів                        | «Дачія» Кишинів         | 1:2     | відео             | Олексій Гай                                                                                       |
| 37                         | 01-08-2013 | Ліга Європи, 3 КР        | Україна        | «Чорноморець», Одеса                     | «Црвена Звезда» Белград | 3:1     | відео             | Сіто Рієра, Франк Джа Джедже, Олексій Антонов                                                     |
| 38                         | 08-08-2013 | Ліга Європи, 3 КР        | Сербія         | «Црвена Звезда», Белград                 | «Црвена Звезда» Белград | 0:0     | відео             |                                                                                                   |
| 39                         | 22-08-2013 | Ліга Європи, плей-оф     | Україна        | «Чорноморець», Одеса                     | «Скендербеу» Корча      | 1:0     | відео             | Олексій Гай                                                                                       |
| 40                         | 29-08-2013 | Ліга Європи, плей-оф     | Албанія        | «Кемаль Стафа», Тирана                   | «Скендербеу» Корча      | 0:17:6  | todo              | Діденко, Фонтанелло, Кутас, Гай, Самодін, Сантана, Прийомов                                       |
| 41                         | 19-09-2013 | Ліга Європи, група       | Хорватія       | «Максимір», Загреб                       | «Динамо» Загреб         | 2:1     | відео             | Олексій Антонов, Франк Джа Джедже                                                                 |
| 42                         | 03-10-2013 | Ліга Європи, група       | Україна        | «Чорноморець», Одеса                     | ПСВ                     | 0:2     | відео             |                                                                                                   |
| 43                         | 24-10-2013 | Ліга Європи, група       | Україна        | «Чорноморець», Одеса                     | «Лудогорець» Разград    | 0:1     | відео             |                                                                                                   |
| 44                         | 07-11-2013 | Ліга Європи, група       | Болгарія       | «Васил Левський», Софія                  | «Лудогорець» Разград    | 1:1     | відео             | Олексій Гай                                                                                       |
| 45                         | 28-11-2013 | Ліга Європи, група       | Україна        | «Чорноморець», Одеса                     | «Динамо» Загреб         | 2:1     | відео             | Олексій Антонов, Анатолій Діденко                                                                 |
| 46                         | 12-12-2013 | Ліга Європи, група       | Нідерланди     | «Філіпс», Ейндговен                      | ПСВ                     | 1:0     | відео             | Франк Джа Джедже                                                                                  |
| 47                         | 20-02-2014 | Ліга Європи, 1/16        | Україна        | «Чорноморець», Одеса                     | «Олімпік» Ліон          | 0:0     | відео             |                                                                                                   |
| 48                         | 27-02-2014 | Ліга Європи, 1/16        | Франція        | «Жерлан», Ліон                           | «Олімпік» Ліон          | 0:1     | відео             |                                                                                                   |
| 49                         | 31-07-2014 | Ліга Європи, 3 КР        | Хорватія       | «Парк Младежи», Спліт                    | ФК «Спліт»              | 0:2     | todo              |                                                                                                   |
| 50                         | 07-08-2014 | Ліга Європи, 3 КР        | Україна        | «Чорноморець», Одеса                     | ФК «Спліт»              | 0:0     | todo              |                                                                                                   |

## Статистика виступів

### Виступи клубу
Нижче в таблиці показано результати виступів «Чорноморця» в європейських клубних турнірах.
| Турнір                   | І  | В  | Н  | П  | МЗ | МП | РМ |
| ------------------------ | -- | -- | -- | -- | -- | -- | -- |
| Кубок УЄФА (Ліга Європи) | 40 | 13 | 11 | 16 | 37 | 42 | −5 |
| Кубок Кубків             | 6  | 4  | 0  | 2  | 14 | 7  | +7 |
| Кубок Інтертото          | 4  | 2  | 1  | 1  | 7  | 5  | +2 |
| Всього                   | 50 | 19 | 12 | 19 | 58 | 54 | +4 |

### Країни
| Команда     | І  | В  | Н  | П  | МЗ(ПП)  | МП(ПП)  | РМ(ПП)  |
| ----------- | -- | -- | -- | -- | ------- | ------- | ------- |
| Албанія     | 2  | 1  | 0  | 1  | 1 (7)   | 1 (6)   | 0 (+1)  |
| Білорусь    | 2  | 2  | 0  | 0  | 6       | 2       | +4      |
| Болгарія    | 2  | 0  | 1  | 1  | 1       | 2       | -1      |
| Греція      | 2  | 1  | 0  | 1  | 1       | 3       | -2      |
| Ізраїль     | 2  | 0  | 0  | 2  | 1       | 4       | -3      |
| Іспанія     | 2  | 0  | 1  | 1  | 1       | 2       | -1      |
| Італія      | 2  | 1  | 0  | 1  | 1       | 3       | -2      |
| Ліхтенштейн | 2  | 2  | 0  | 0  | 12      | 1       | +11     |
| Мальта      | 2  | 2  | 0  | 0  | 7       | 2       | +5      |
| Молдова     | 2  | 1  | 0  | 1  | 3       | 2       | +1      |
| Нідерланди  | 2  | 1  | 0  | 1  | 1       | 2       | -1      |
| Німеччина   | 2  | 1  | 0  | 1  | 4       | 4       | 0       |
| Норвегія    | 2  | 1  | 0  | 1  | 4       | 3       | +1      |
| Польща      | 4  | 1  | 2  | 1  | 2 (6)   | 2 (5)   | 0 (+1)  |
| Румунія     | 2  | 0  | 1  | 1  | 0       | 2       | -2      |
| Сербія      | 2  | 1  | 1  | 0  | 3       | 1       | +2      |
| Фінляндія   | 2  | 1  | 1  | 0  | 4       | 2       | +2      |
| Франція     | 8  | 0  | 4  | 4  | 1       | 9       | -8      |
| Хорватія    | 4  | 2  | 1  | 1  | 4       | 4       | +0      |
| Швейцарія   | 2  | 1  | 0  | 1  | 1       | 3       | -2      |
| Всього      | 50 | 19 | 12 | 19 | 58 (13) | 54 (11) | +4 (+2) |

### Статистика за тренерами
| Ім'я              | І  | В  | Н  | П  | МЗ | МП | РМ |
| ----------------- | -- | -- | -- | -- | -- | -- | -- |
| Ахмед Алєскеров   | 2  | 1  | 0  | 1  | 1  | 3  | −2 |
| Віктор Прокопенко | 12 | 5  | 2  | 5  | 22 | 14 | +8 |
| Леонід Буряк      | 12 | 5  | 3  | 4  | 13 | 14 | −1 |
| Семен Альтман     | 4  | 0  | 2  | 2  | 2  | 5  | −3 |
| Віталій Шевченко  | 4  | 2  | 1  | 1  | 7  | 5  | +2 |
| Роман Григорчук   | 16 | 6  | 4  | 6  | 13 | 13 | +0 |
| Всього            | 50 | 19 | 12 | 19 | 58 | 54 | +4 |

*І — проведено ігор, В — виграші, Н — нічиї, П — програші, МЗ — м'ячів забито, МП — м'ячів пропущено, РМ — різниця м'ячів

### Бомбардири
| Ім'я                | Позиція | ЛЄ(КУ) | ЛЄ(КУ) | КК   | КК    | КІ   | КІ    | Всього | Всього |
| Ім'я                | Позиція | Ігор   | Голів  | Ігор | Голів | Ігор | Голів | Ігор   | Голів  |
| ------------------- | ------- | ------ | ------ | ---- | ----- | ---- | ----- | ------ | ------ |
| Юрій Никифоров      | НП, ЗХ  | 3      | 0      | 4    | 4     | 0    | 0     | 7      | 4      |
| Володимир Мусолітін | НП      | 9      | 4      | 0    | 0     | 0    | 0     | 9      | 4      |
| Олексій Гай         | ПЗ      | 13     | 4      | 0    | 0     | 0    | 0     | 13     | 4      |
| Олексій Антонов     | НП      | 14     | 4      | 0    | 0     | 0    | 0     | 14     | 4      |
| Ігор Бугайов        | НП      | 2      | 0      | 0    | 0     | 2    | 3     | 4      | 3      |
| Ілля Цимбалар       | ПЗ      | 4      | 1      | 4    | 2     | 0    | 0     | 8      | 3      |
| Франк Джа Джедже    | НП      | 14     | 3      | 0    | 0     | 0    | 0     | 14     | 3      |

## Виноски
1. 1 2 3  відеоогляд
2. 1 2  реалізували післяматчеві пенальті